# Ámok (együttes)
Az Ámok zenekar projektként alakult meg, még a Nevergreen szüneteltetése előtt. 2004-ben a 10 éves Nevergreen úgy döntött, hogy a zenekart szüneteltetni kell egy ideig, hogy a két alapító tag Matláry Miklós és Bob Macura megpihenjen, és az így fölszabadult idejükben az egyéb projektjeikkel (Ámok, Green Division, Kreaton) foglalkozhassanak. A zenekar neve az egyik legismertebb Nevergreen klasszikus címével azonos. Egyetlen nagylemezük 2005 májusában jelent meg Szent vér címmel a Hammer Records kiadásában. 2006-ban készítettek egy három számos demót, de további albumok nem jelentek meg. A Nevergreen 2007-ben újraindult.

## Tagok
- Matláry Miklós – billentyűk (2004–2007)
- Rusic Vladimir – gitár (2004–2007)
- Szloboda Tibor – ének (2004–2007)
- Ispán András – basszusgitár (2004–2007)
- Németh Attila – dobok (2005–2007)
- Stanko Patarčić – dobok (2004–2005)

## Diszkográfia
Stúdióalbumok
- Szent vér (2005. május, Hammer Records)

Demók
- Demo (2004 ősz)
- Demo (2006)
- Demo (2007) - angol nyelvű

## További információ
- Amok.hu Archiválva 2017. szeptember 25-i dátummal a Wayback Machine-ben az együttes hivatalos weboldala
- Ámok facebook oldal